# خیرانبد
خیرانبد (به لاتین: Khayronbed) یک شهرک در غرب تاجیکستان است که در ولایت سغد واقع شده‌است.